# تپه مدرسه آلتی
تپه مدرسه آلتی مربوط به سده‌های اولیه دوران‌های تاریخی پس از اسلام است و در شهرستان گرمی، بخش موران، دهستان اجارود شرقی، روستای پرمهر واقع شده و این اثر در تاریخ ۲۶ اسفند ۱۳۸۶ با شمارهٔ ثبت ۲۲۲۵۰ به‌عنوان یکی از آثار ملی ایران به ثبت رسیده است.